# رمضان في السعودية

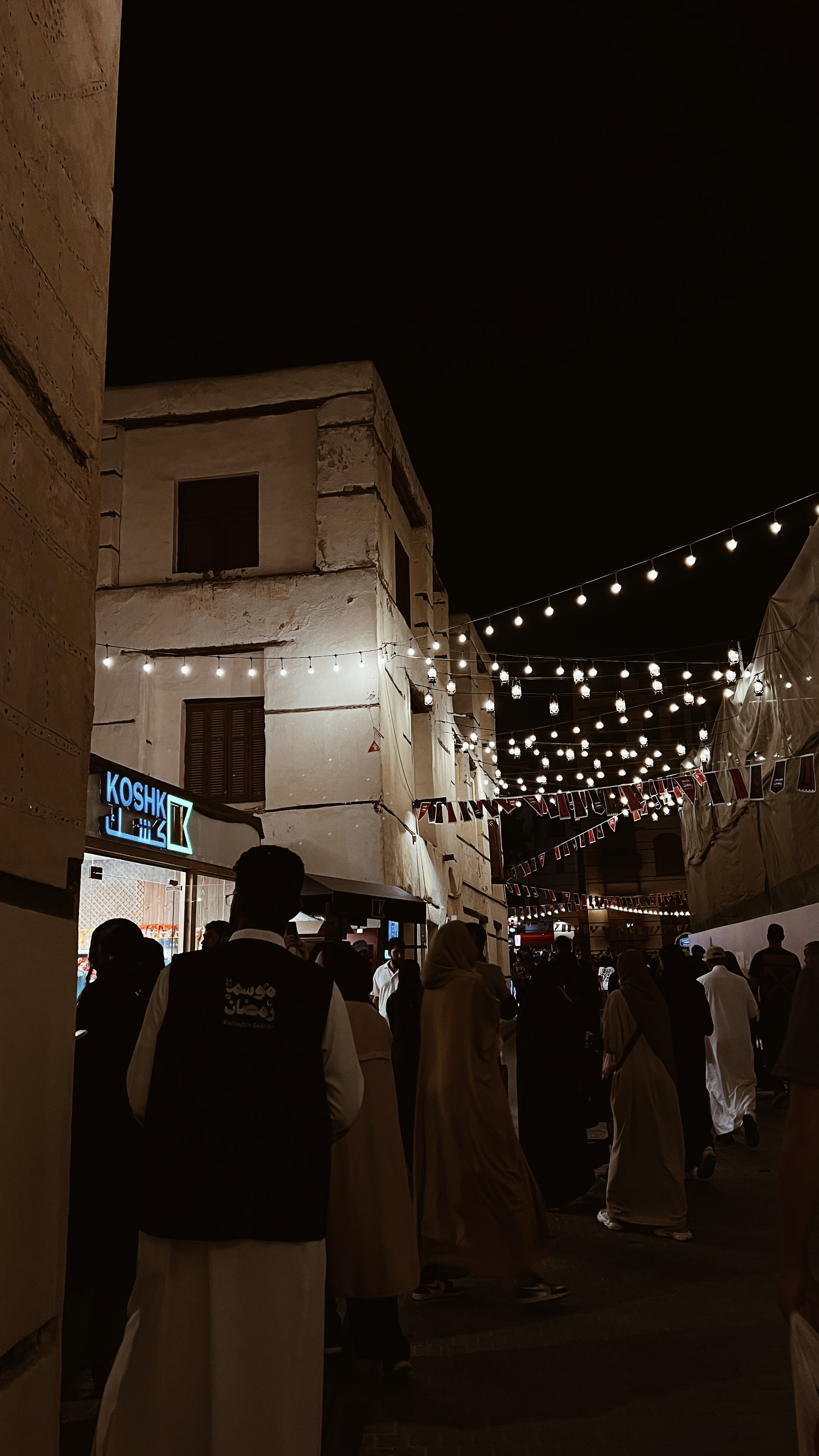
موسم رمضان في جدة التاريخية

رمضان في السعودية رمضان هو شهر مبارك يحتفل به المسلمون في جميع أنحاء العالم، بما في ذلك السعودية. يتميز رمضان في السعودية بتجسيد التقاليد والعادات الإسلامية بشكل عميق ومميز.

## نظرة عامة

### الصيام
يعتبر الصيام أحد أركان الإسلام، حيث يمتنع المسلمون عن تناول الطعام والشراب والمشروبات والممارسات الجنسية من ساعات الفجر حتى غروب الشمس. لمدة شهر كامل ما لم يكون هناك عذر شرعي للفطر. يعتبر الصيام تجربة روحانية تعزز التقرب إلى الله وتعزز الصبر والتحمل.

### أذان الفجر والتراويح
في رمضان، يتم تأدية صلاة الفجر مع أذان خاص يعلن بداية الصيام. وفي المساء، تُقام صلاة التراويح في المساجد، حيث يقوم المسلمون بقراءة القرآن الكريم والصلاة معًا.

### الإفطار
يُعتبر وقت الإفطار وجبة مهمة في رمضان. تتجمع العائلات والأصدقاء لتناول وجبة الإفطار المشتركة بعد غروب الشمس. يتم تحضير مجموعة متنوعة من الأطباق الرمضانية التقليدية، مثل الرز بالدجاج والأرز والمندي والسمبوسة والحلويات المختلفة، كما يتوافد المصلون إلى الحرم قبل أذان المغرب لتجربة الإفطار وصلاة التراويح في الحرم المكي.

## موسم رمضان
هو مجموعة من الفعاليات تُقام في شهر رمضان تنظمها وزارة الثقافة السعودية في عدد من مناطق السعودية، إذ تتنوع بين ثقافية وفنية ورياضية.

### النسخة الأولى
أُقيمت النسخة الأولى في رمضان 1444 / أبريل 2023، وقد كانت أبرز الفعاليات فيه: "باب البلد" في جدة التاريخية، حيث أُعيد إحياء العادات والتقاليد داخل الحي التاريخي منها الحكواتيين والمركاز والحرف اليدوية وتجارب الأكل المميزة، وفي الرياض أُقيمت الخيمة الرمضانية التي تقدم الفطور والسحور الرمضاني، وحارة رمضان في حديقة الندى ومنتزه الحزام، والفعاليات الرياضية منها بطولات كرة الطائرة، وكرة البادل، وتفعيل مضمار المشي، والألعاب الإلكترونية.

### النسخة الثانية
تُقام النسخة الثانية في رمضان 1445 / مارس 2024، تحت شعار "أنورت ليالينا"، في هذه النسخة يعاد تفعيل المناطق التاريخية والتراثية منها شارع الثميري بالرياض، ومنطقة جدة التاريخية "البلد"، والواجهة البحرية بالدمام. وتتضمن الفعاليات"سفرة الثريا" للفطور والسحور الرمضاني، ومنطقة السوق حيث اُختير سوق الزل موقعاً لها، والمعرض الفني "نور"، و"منطقة المرقب" وهي تجربة تفاعلية تتضمن مناظير فلكية، يُتاح للزوّار فيها فرصة رصد الأهلّة، واكتشاف منازل القمر طوال أيام الشهر، و"منارة الفن" لتعليم الحِرف التقليدية. و"سراج" للتركيز على جهود السعودية في العناية بالمصحف الشريف، وقرقيعان والحوامة، وتجارب الطهي الحيّ، ودكاكين رمضان وغيرها من التفعيلات، بالإضافة للفعاليات الرياضية؛ مثل الماراثون الرمضاني، وبطولتيّ "البادل"، والألعاب الإلكترونية.

## العادات والتقاليد

### التراث والفنون
تشهد المدن السعودية خلال رمضان فعاليات ومهرجانات تراثية وثقافية. يتم تنظيم العروض الشعبية والمسابقات والأنشطة الفنية التقليدية التي تعكس التراث السعودي الغني. يُقام أيضًا أسواق رمضانية تسمى "سوق رمضان"، حيث يتم عرض المنتجات التقليدية والحرفية والأطعمة الشهية، وتباع السمبوسة ومشروب السوبيا والحلويات الرمضانية كالقطايف واللقيمات وغيرها.

### البخور
تتميز أجواء رمضان في السعودية باستخدام البخور عقب كل صلاة في المساجد خصوصأ في الحرم المكي بتبخير المكان والمصلين بعد أداء الصلاة برائحة البخور المحبوبة لدى السعوديين.

### العطاء والتكافل
رمضان في السعودية يعزز روح التكافل والعطاء. يقدم الأفراد والمؤسسات التبرعات، وإخراج زكاة الفطر والصدقات للمحتاجين والفقراء. كما يشهد رمضان في السعودية زيادة في الأعمال الخيرية وتوزيع الطعام وقسمة جزء من الفطور للجار، والمساعدات للمحتاجين.

### تجمع العائلة والأصدقاء
رمضان هو وقت للتجمع والترابط الاجتماعي في السعودية. يحرص الأفراد على زيارة الأقارب والأصدقاء وتبادل التهاني والتبريكات. يُعتبر رمضان فرصة لتقوية الروابط العائلية وتعزيز العلاقات الاجتماعية.

## الألعاب الشعبية
يكثُر في رمضان مختلف الألعاب والرياضات ككرة الطائرة، وكرة السلة، والفرفيرة التي تنتشر في الأحياء الشعبية والأسواق الرمضانية، وكذلك لعبة المصاقيل المعروفة بـ"البرجون"، والكيرم، وشد الحبل وغيرها من الألعاب.

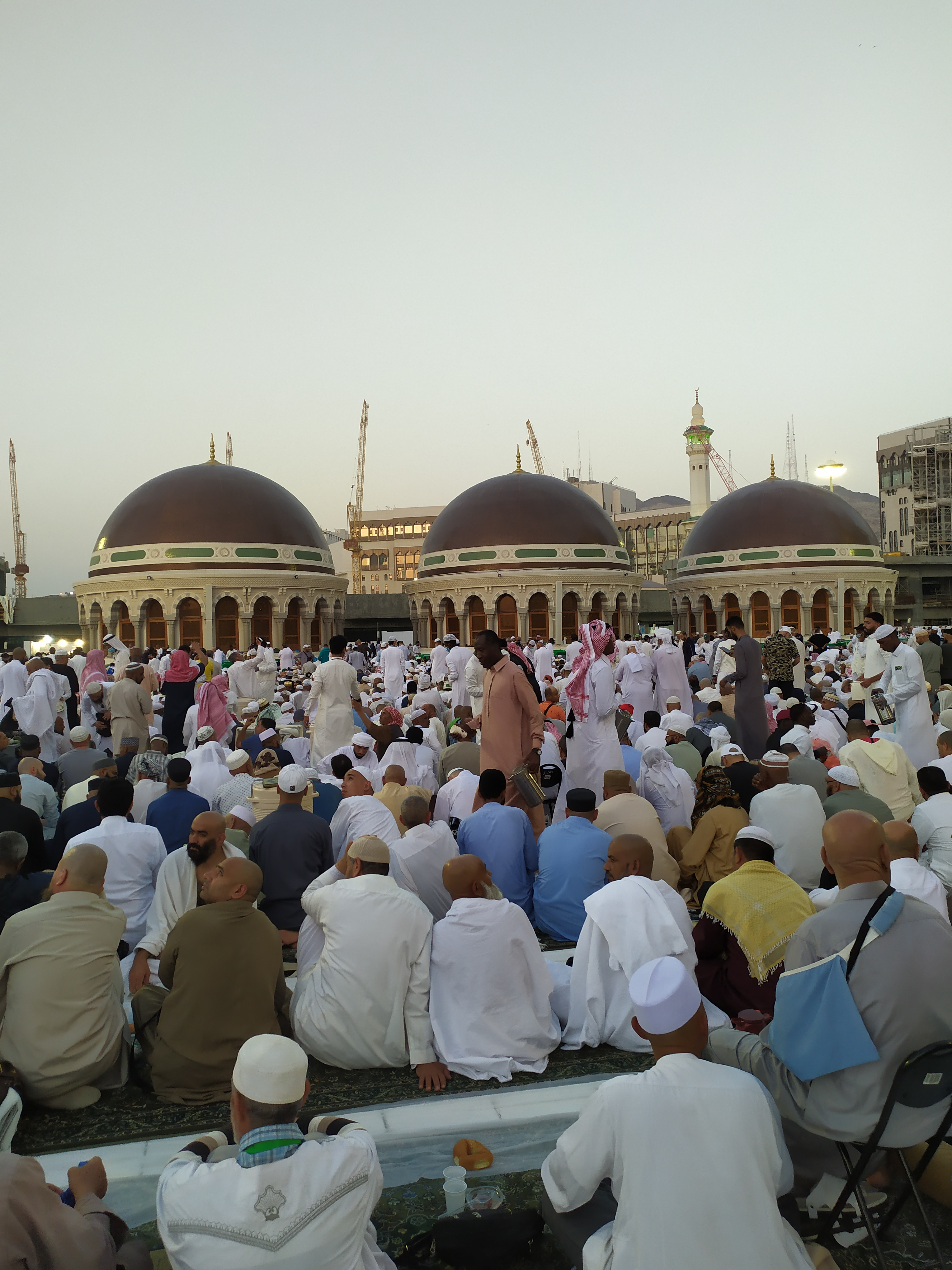
صورة للحرم المكي الشريف حيث تقام جميع الصلوات وصلاة التراويح في رمضان
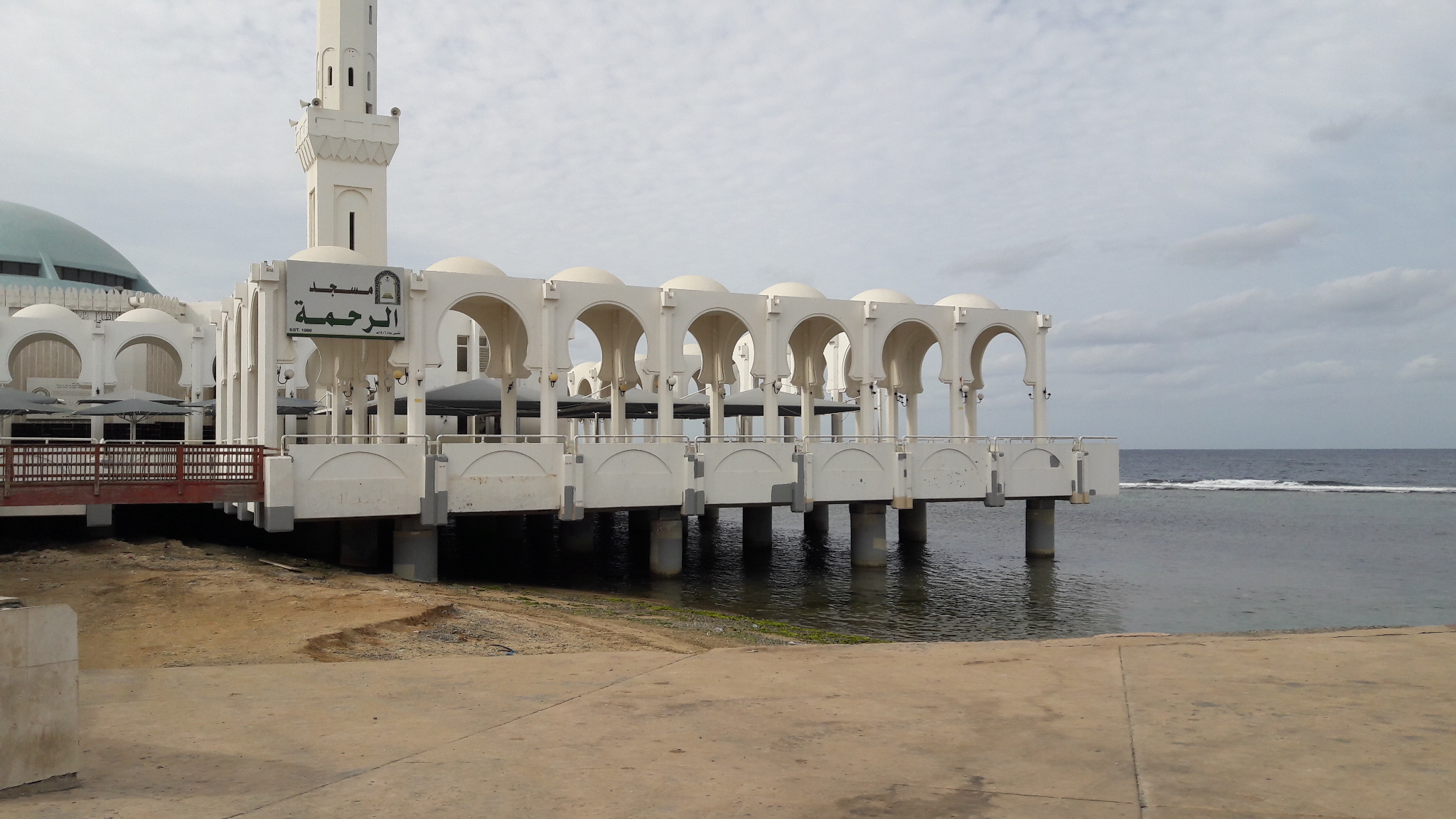
صورة لمسجد الرحمة في جدة حيث تقام الصلوات وصلاة التراويح في رمضان.
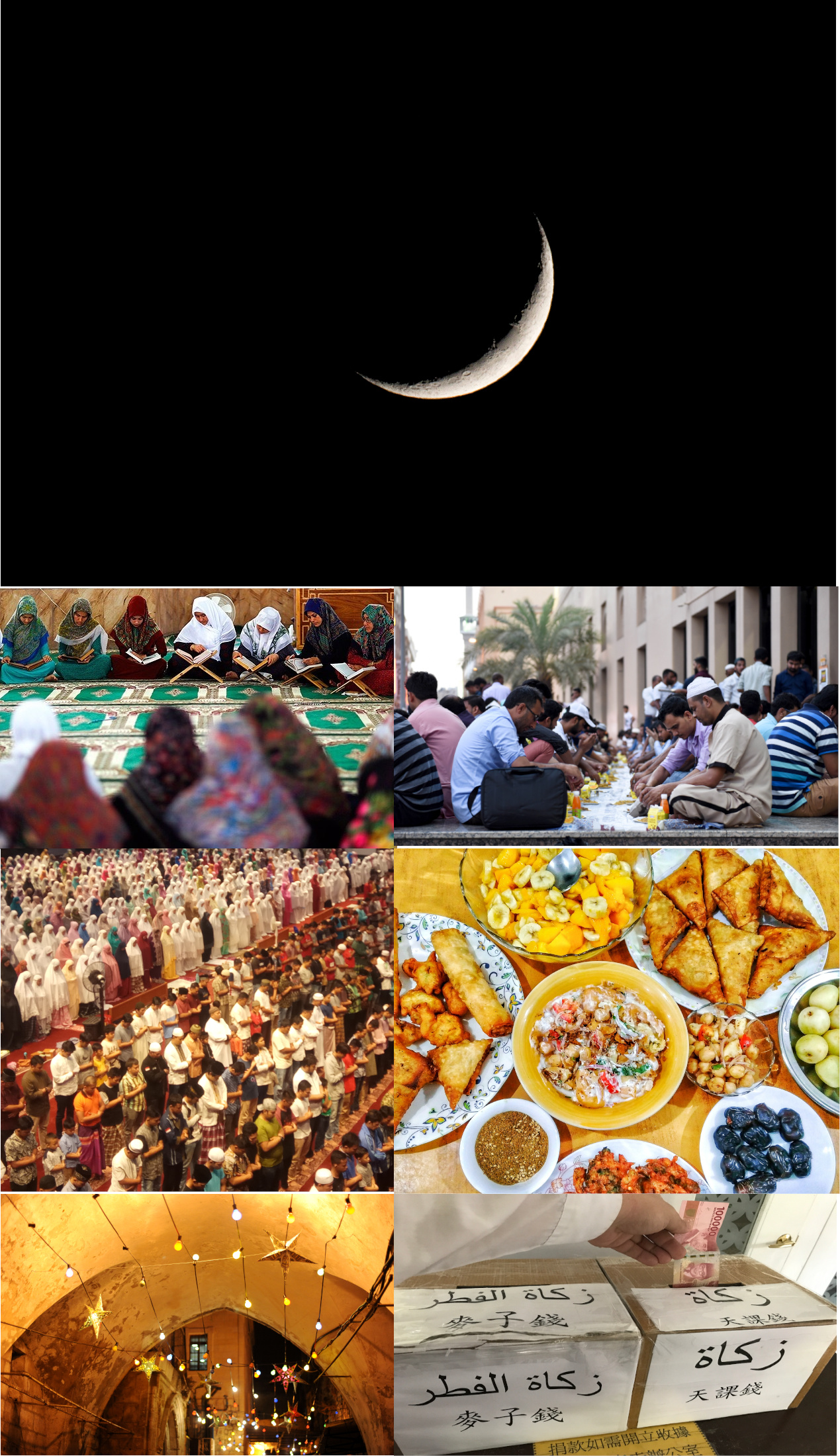
يتميز شهر رمضان المبارك باهتمام الناس في زينة البيوت والشوارع والطعام الشعبي والحلويات وتجمع العائلة والأصدقاء أكثر من الشهور الأخرى.
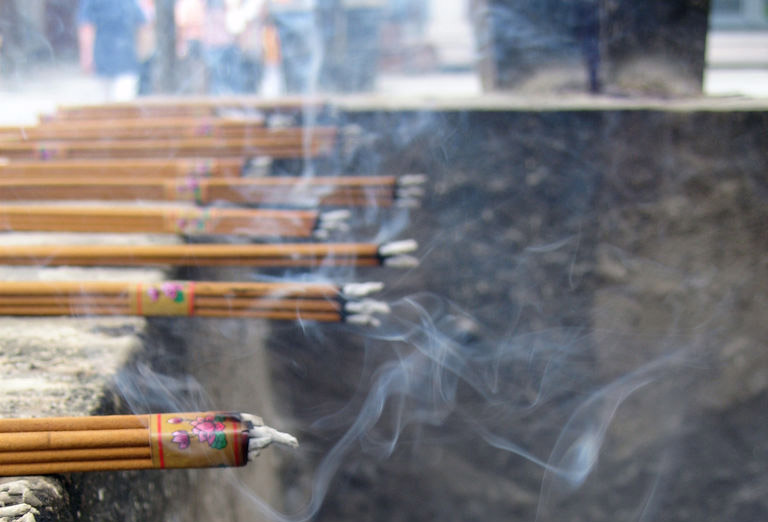
البخور يستخدم لتعطير المكان برائحة جميلة يستخدمه السعوديون في المساجد بعد الصلوات.

## الطعام السعودي في رمضان
يعتبر المطبخ السعودي متنوعًا وغنيًا بالنكهات والأطباق الشهية في شهر رمضان. ومن بعض الأكلات الرمضانية السعودية المشهورة:
- القهوة السعودية: تحضر القهوة على مائدة الإفطار ليستعيد الصائمين نشاطهم بعد الصيام وتعد من البن السعودي والزعفران الهيل والقرنفل.[15]
- التمر أو الرطب: ارتبط التمر بِسُنة الفطر في رمضان  اقتداءً بالرسول الكريم محمد، لذا لا تكاد أي سفرة رمضانية تخلو من التمر على اختلاف أنواعه.[15]

- كبسة الدجاج: هي وجبة مشهورة تتكون من دجاج مطهو بالأرز والتوابل، مع إضافة البهارات والمكسرات لإضفاء نكهة غنية.
- المرق الشعبي: يتم تحضيره من اللحم والخضروات مع الشعيرية، ويُقدَّم كحساء شهي ومغذي.
- المندي: وجبة شهيرة في رمضان، يتم طهي اللحم (مثل الدجاج أو اللحم البقري) مع الأرز والتوابل في طنجرة خاصة تُعرف بـ "مندي".
- الكبة: تتكون من خليط اللحم المفروم والبرغل، وتحشى باللحم أو الجوز أو البصل. تُقلى أو تُخبَّز حتى تتحمر وتصبح مقرمشة.
- الفتة: تُعد الفتة من الأطباق الشهية في رمضان. تحضر من قطع اللحم المشوية وتُقدَّم مع خبز العرب والصلصة الحارة.
- الهريس: هي أكلة شعبية في السعودية، تتكون من حبوب القمح المطحونة واللحم والتوابل، وتُطهى حتى تصبح عجينة كثيفة ومشبعة.
- الجريش: يتكون من القمح المطحون واللحم والبصل والتوابل، ويُقدَّم كوجبة دسمة ومشبعة.
- السمبوسة: تعتبر السمبوسة وجبة مشهورة في رمضان. تتكون من عجينة السمبوسة المحشوة باللحم أو الجبنة أو الخضروات وتُقلى حتى تصبح مقرمشة وذهبية اللون.
- خبز التميس: رغيف يعد من عجينة الفطير ويرش على الوجه السمسم.
- الفول: يحضر الفول على الموائد بالطريقة السعودية ويقدم أحياناً مع الطحينة أو الحلبة.[16]
- البف المديني: عجينة محشوة باللحم والبيض المسلوق والبقدونس تتميز بانتفاخها من الوسط وتكون مربعة أو مستطيلة الشكل وتقلى في الزيت.[17]
- السمبوسة المضفر: تميزت بأطرافها التي تشبه الضفائر، وتحشى باللحم والبيض المسلوق مع التوابل.[18]
- الشوربة لعلاوية: طبق اشتهر في العُلا يعد من قمح "الصماد" المعروف بالقاسية، ويضاف له القمح المجروش ويطهى في مرق اللحم.[19]
- عيش أبو لحم: فطيرة لحم مفتوحة تقدم مع الطحينة والكراث.[20]
- الطاوة أو التاوة: خبز مستدير صغير الحجم يصنع على الطاوة، يترك ليتخمر ليلة كاملة ثم يخبز يقدم مع العسل أو دبس التمر أو يصبح طبق مالح بإضافة البصل المفروم إلى العجينة.[21]
- الفتوت: خبز مفتوت يصنع من الحليب أو السمن ومزيج من التوابل ويقدم مع التمر واللبن كجزء من الإفطار في المسجد النبوي.[22]

## حلويات سعودية في رمضان
يشتهر المطبخ السعودي بتقديم مجموعة متنوعة من الحلويات الشهية في شهر رمضان. ومن بعض الحلويات السعودية الرمضانية المشهورة:
- القطايف: هي وجبة حلوة تتكون من رقائق العجين المحشوة بالجوز أو اللوز وتُغمَّس بالشيرة الحلوة. تُقدَّم القطايف باردة ومقرمشة.
- الحيسة: تتكون من الطحين والتمر والزبدة والفستق الحلبي.
- الديبازة: تتكون من قمر الدين واللوز المقر والزبدة.
- اللحوح الحلو: خبز رقيق يؤكل مع الحليب أو المرق وله مكانة خاصة في قلوب أهل مكة.
- السقدانة: حلوى تقليدية في مكة المكرمة تعد من مادة من النشا تؤخذ من النخيل الإستوائي، تُطهى حتى يتضاعف حجمها ويضاف لها الهيل وماء الورد وتزين بشرائح المانغو والتوت.[25]
- الحيسة: عبارة عن سمن وفتات الخبز وتمر منزوع النوى ويخلط بشكل عشوائي.[26]
- القشد: يصنع من الدقيق والسمن أو الزبدة والتمر، وتضاف له القشطة لتعزيز النكهة.[27]
- السوبيا: مشروب بارد يشاع تناوله في شهر رمضان عبارة عن شعير مخمر لست ساعات وتضاف إليه بعض الألوان.[28]
- اللقيمات: وجبة حلوة تشبه العوامة، تتكون من كرات صغيرة مقلية من العجينة المخمرة وتُرشَّ بالعسل أو الشيرة وتُزيَّن بالمكسرات.
- الكنافة: تُعد الكنافة من الحلويات الشهيرة في السعودية. تتكون من طبقات رقيقة من العجين المحشوة بالجبنة أو القشطة وتُخبَز حتى تتحمر.
- المعمول: هو نوع من الحلويات المشهورة في رمضان. يتكون من عجينة الدقيق المحشوة بالتمر أو البندق وتُشكَّل في أشكال مختلفة قبل أن تُخبَز.
- الغريبة: هي وجبة حلوة تتكون من عجينة الطحين والسمنة المحشوة بالتمر أو البندق وتُشكَّل على شكل كرات صغيرة وتُخبَز حتى تصبح مقرمشة.

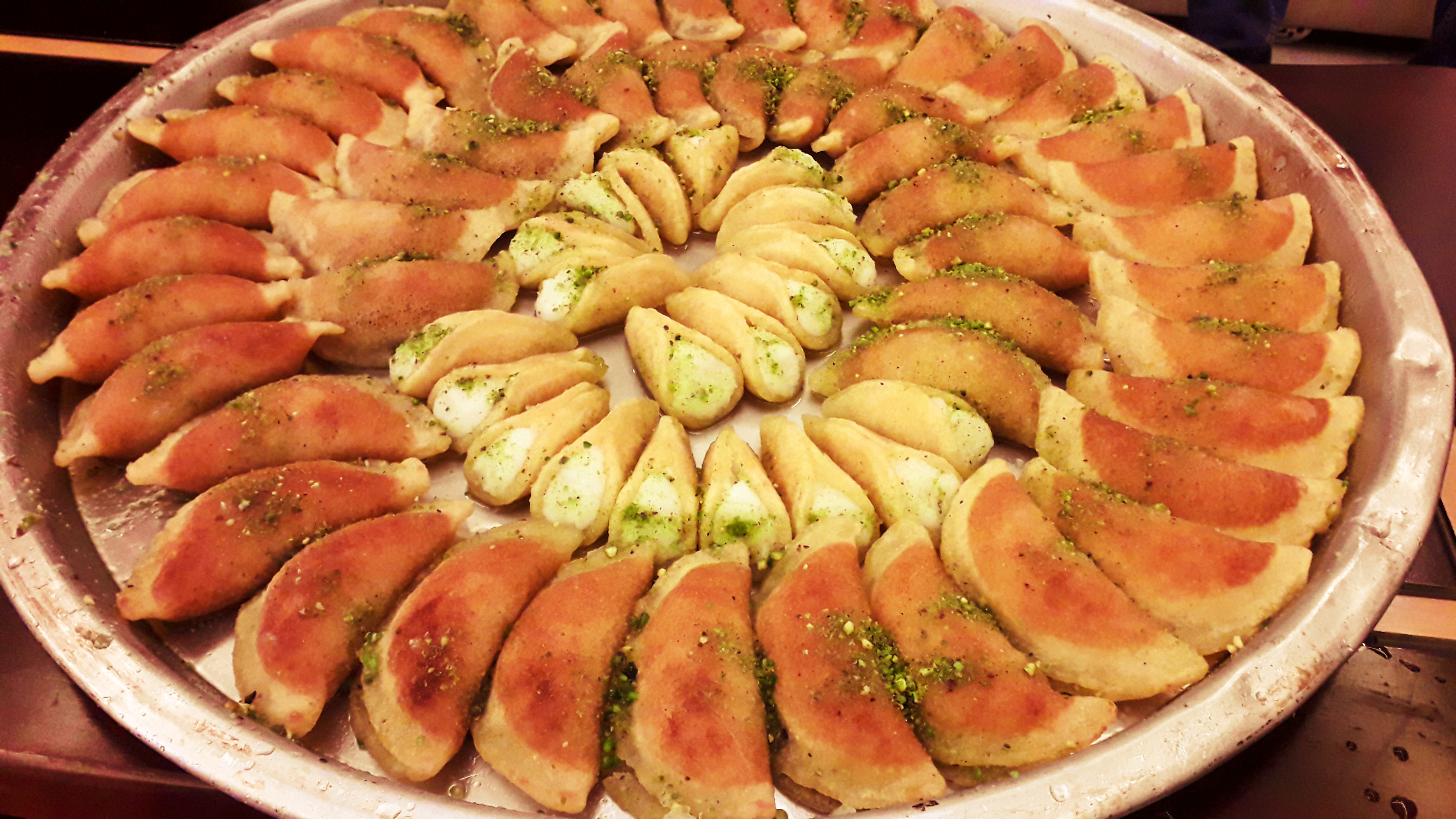
البقلاوة: تعتبر البقلاوة من الحلويات الشهيرة في السعودية. تتكون من طبقات رقيقة من العجين المحشوة بالمكسرات وتُرشَّ بالشيرة الحلوة.  - القطايف نوع من الحلويات المختص لشهر رمضان مشهور في أغلب البلدان الإسلامية ومنها السعودية.
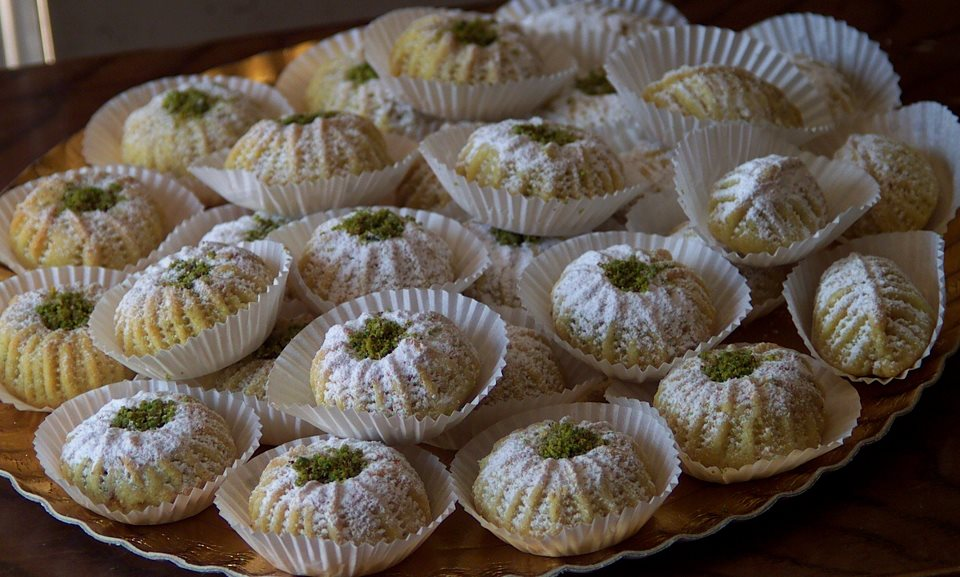
المعمول والكعك من الحلويات المشهورة في رمضان والعيد.
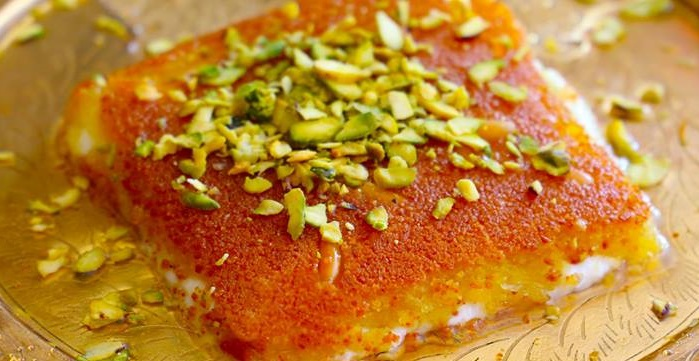
الكنافة من أشهر الحلويات العربية التي تقدم في المناسبات السعيدة وجمعات رمضان.
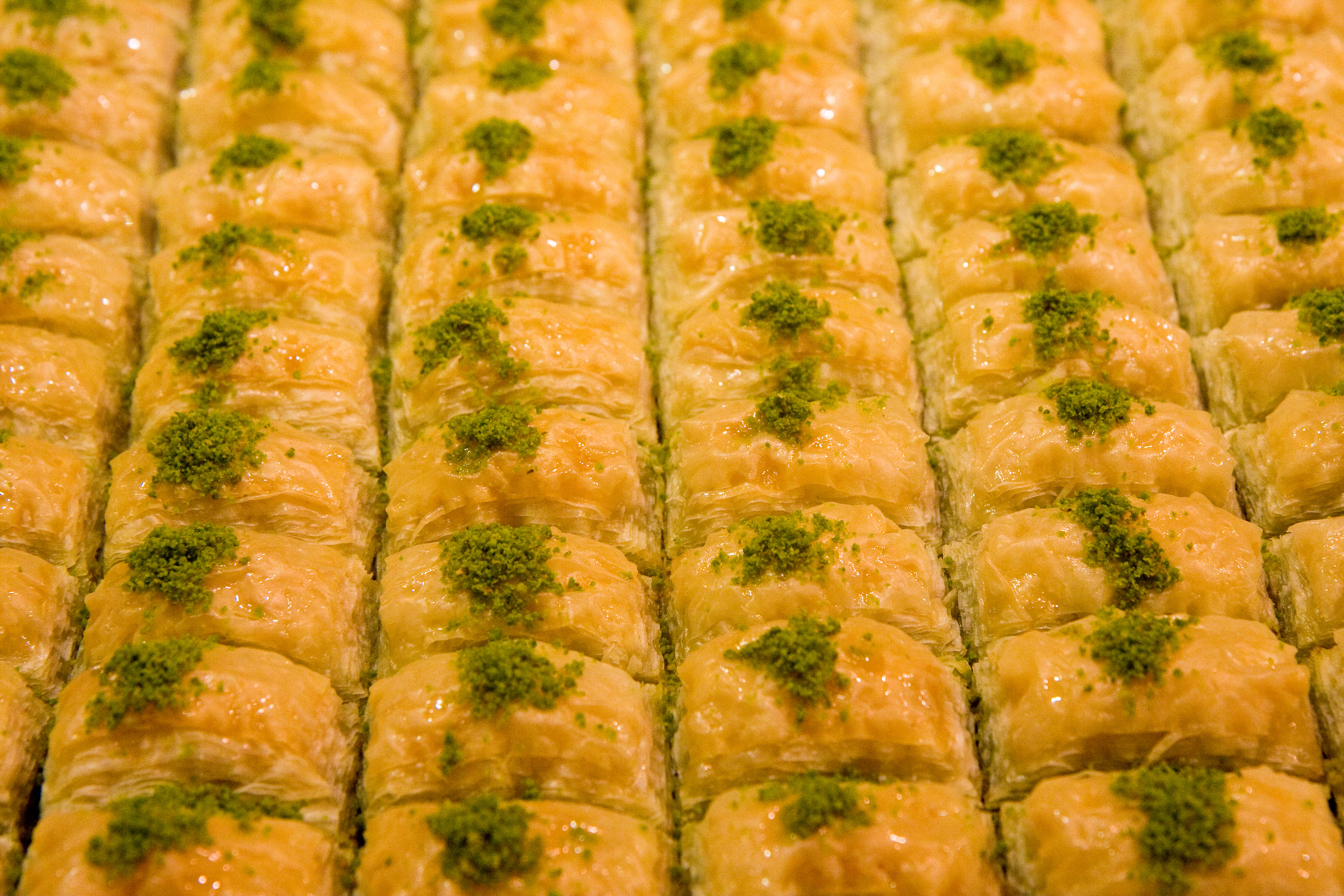
البقلاوة من الحلويات التي تتوافر في شهر رمضان في السعودية.
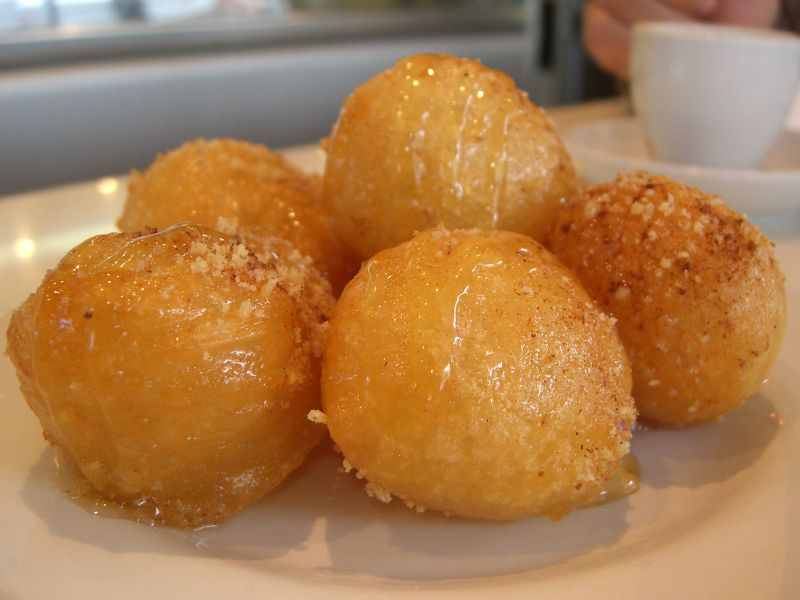
اللقيمات أو العوامة من الحلويات المشهورة والتي تتوافر بكثرة عند السعوديين في شهر رمضان المبارك.
  - المعمول والكعك من الحلويات المشهورة في رمضان والعيد.
  - الكنافة من أشهر الحلويات العربية التي تقدم في المناسبات السعيدة وجمعات رمضان.
  - البقلاوة من الحلويات التي تتوافر في شهر رمضان في السعودية.
  - اللقيمات أو العوامة من الحلويات المشهورة والتي تتوافر بكثرة عند السعوديين في شهر رمضان المبارك.